# Palais Morzin

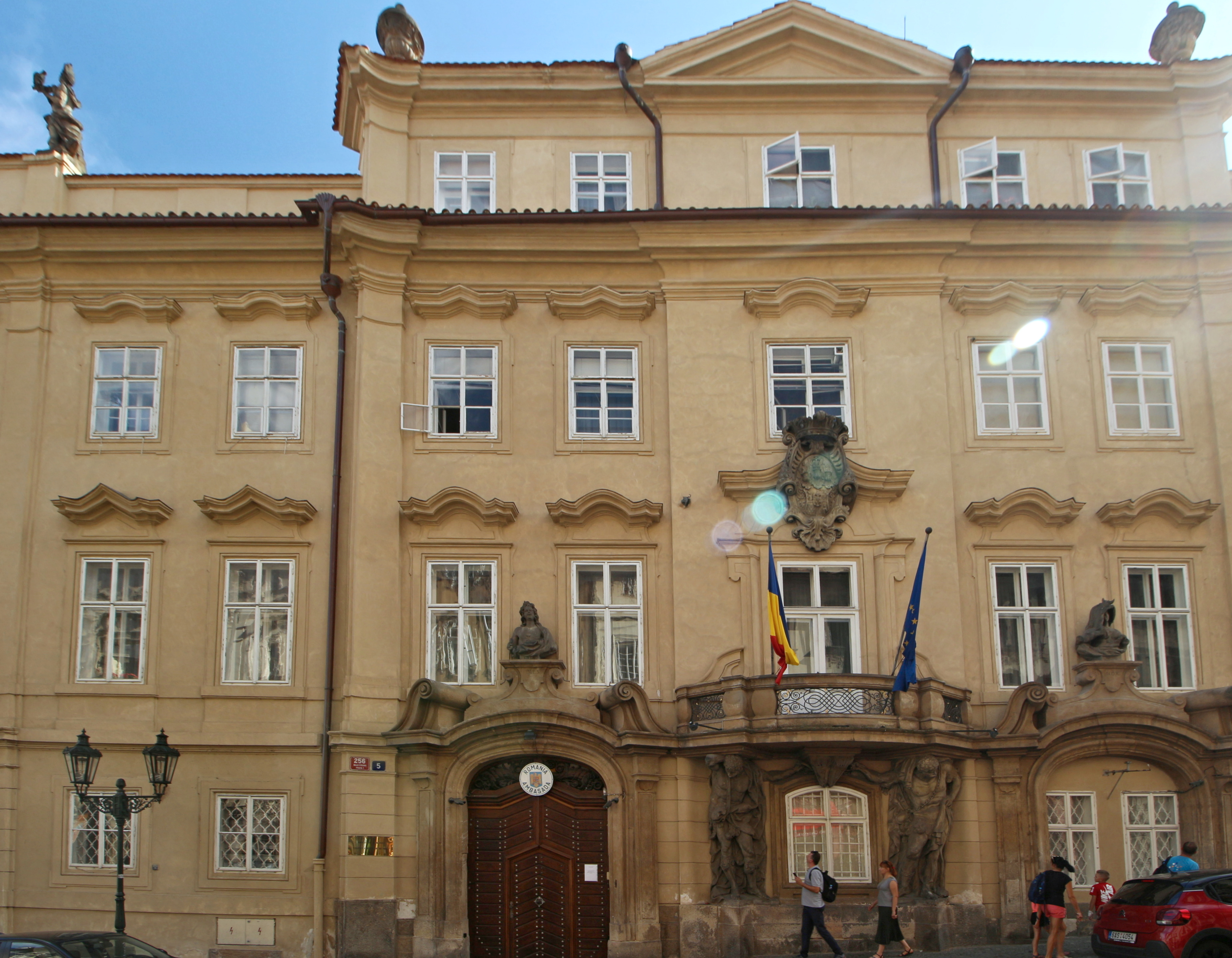
Palais Morzin in der Nerudagasse

Das Palais Morzin tschechisch Morzinský palác in der Nerudagasse 256 am sogenannten Königsweg auf der Prager Kleinseite gilt als eines der bedeutendsten Barockpalais in Prag und beherbergt heute die rumänische Botschaft in Tschechien.
Das Palais unweit des Kleinseitner Rings ist nach den langjährigen Besitzern, den Grafen Morzin, benannt, einer böhmischen Adelsfamilie, deren Abstammung auf das Tiroler Grafengeschlecht der Mohr zurückgeführt wird. Im Jahr 1668 erwarb Graf Paul Morzin einige Häuser von Maximilian von Wallenstein. Unter Graf Wenzel Morzin (1676–1736) wurden in den Jahren 1713/1714 diese Gebäude nach Plänen des böhmischen Architekten Johann Blasius Santini-Aichl zu einem einheitlichen Palais umgestaltet.
Ferdinand Maximilian Brokoff schuf die Ornamentik der Hauptfassade, die zu den schönsten in Prag gezählt wird. Den Balkon stützen zwei Atlanten oder Mohren, die dem Wappen der Familie entlehnt sind. Das Berühren der Zehen der Figuren beim Vorübergehen galt als glückbringend. Über den beiden Einfahrten befinden sich eine Allegorie des Tages (‚Dies‘) und der Nacht (‚Nox‘). In der Portalmitte ist das Wappen der Familie angebracht. Das Gebäude war im 18. Jahrhundert ein Zentrum des Prager Musiklebens. So wirkte hier u. a. Johann Friedrich Fasch als Hofkapellmeister.
Im 19. Jahrhundert ging das Gebäude an Verwandte der Familie, an die Grafen Czernin-Morzin, über. Diese verkauften das Gebäude 1936 an den Rumänischen Staat, der es seither als Botschaftsgebäude nutzt.
Das Innere bewahrt noch heute eine Reihe von Räumen, mit Teilen der Ausstattung aus dem 18. und 19. Jahrhundert.